# آی‌پد (نسل هفتم)
آی‌پد ۱۰/۲ اینچی  (به طور رسمی آی‌پد (نسل هفتم)) رایانه لوحی است که توسط اپل تولید و به بازار عرضه شده است. این نمایشگر از صفحه نمایش ۱۰/۲ اینچی رتینا بهره می برد و از پردازنده Apple A10 Fusion بهره می برد. این جانشین آیپد نسل ششم ۹/۷ اینچی است. این دستگاه در ۱۰ سپتامبر ۲۰۱۹ فاش شد و در ۲۵ سپتامبر ۲۰۱۹ منتشر شد.  
این گوشی از نسل اول اپل پنسل پشتیبانی می کند و دارای یک اتصال صفحه کلید هوشمند است. هدف آن بودجه و بازارهای آموزشی است. 
برخلاف مدل های قبلی آیپد که دارای صفحه نمایش ۹/۷ اینچی هستند ، این دستگاه برای اولین بار در سطح ابتدایی آی‌پد دارای اندازه صفحه نمایش ۱۰/۲ اینچی بزرگتر است. 
جانشین آن، آی‌پد نسل هشتم ، در ۱۵ سپتامبر سال ۲ مشخص شد و جایگزین این آیپد شده است.